# Maria Cristina Finucci
Maria Cristina Finucci (Luca, 1956) es una artista, arquitecta y diseñadora italiana radicada en Roma. Es la fundadora de Garbage Patch State.

## Biografía
Tras su licenciatura en Arquitectura en 1981 en la Universidad de Florencia con una tesis sobre Charles Rennie Mackintosh, trabajó como arquitecta en Nueva York, París, Moscú, Roma y Madrid. Sus obras, realizadas en diferentes países, han sido publicadas en revistas y libros. Ella misma ha colaborado con correspondencias desde el extranjero con la revista Controspazio.

## Producción
En 2011 realizó una re-performance y un proyecto fotográfico titulado Living Restraint, inspirados a una obra de Matthew Barney. Ambos fueron presentados el 11 de marzo de 2011 en un Exhibition Day organizado por la Artista en su laboratorio de Roma y más adelante fueron expuestos en la Istanbul Art Fair 2011. Con el proyecto Trueman, una posproducción audiovisual presentada en diciembre de 2011 en una exposición en Munich, continuó su investigación sobre la percepción de la realidad en dos dimensiones y sobre la posibilidad de trabajar con las partituras musicales como con las imágenes. 

### El Proyecto del Garbage Patch State
En 2013 empezó su monumental obra de arte contemporánea llamada Wasteland, un proyecto artístico transmediático que enfrenta la problemática de las inmensas manchas de deshechos de plástico diseminadas por los océanos, mejor conocidas como Pacific Trash Vortex.
La idea principal es la de unificar todos esos "territorios" en un estado federal: el Estado de la mancha de basura. "Mucha gente ignora el estado del Garbage Patch porque no tiene una imagen visible. Por eso se me ha ocurrido la idea de crear un estado para estas superficies marinas constituidas por plástico y extensas por un total de dieciséis millones de kilómetros cuadrados. También hacía falta revisar los confines geográficos del planeta, por eso he empezado a construir una nueva geografía de la tierra a través de imágenes", afirma la artista en el catálogo de la obra.
El 11 de abril de 2013 en la “Salle des pas perdus” del cuartel general de UNESCO en París, Maria Cristina Finucci hizo el discurso de inauguración oficial de su nuevo Estado junto a la primera obra de arte del ciclo artístico Wasteland. Durante el evento presenciaron la directora general y otras autoridades UNESCO.
Durante la Bienal de Venecia 2013, el Garbage Patch State tuvo su espacio expositivo como los otros estados. En el patio de la Universidad Ca’ Foscari de Venecia, miles de tapones de colores trepaban la muralla que circonda el antiguo palacio como si se iba a tirar en la laguna.
El año siguiente el Garbage Patch State apareció en Madrid en la ocasión de la feria internacional de arte ARCO. Aquí la artista proyectó junto a los estudiantes IED una instalación pública en Gran Vía. Ésta consistió en un “telo” constituido por botellas de plástico recicladas que contenían semillas de flores que se iluminaban con los flash de las cámaras.
Para la celebración del primer día nacional de su Estado, Maria Cristina Finucci inauguró en el museo MAXXI de Roma, la primera embajada del Garbage Patch State, a la presencia del Ministro del Medio Ambiente italiano.
Unos meses más tarde, el Garbage Patch State es huésped en el Secretariado de las Naciones Unidas en Nueva York con una nueva obra de arte impresionante. 
Entre los evento colaterales de la EXPO de Milán 2015, la artista creó la obra “Vórtice”, que fue comisionada por la Fundación Bracco y sigue siendo parte de su colección permanente.
Durante la Level Bluemed Conference en Venecia, un misterioso animal formado de plástico, el Bluemedsaurus, invade la sala principal. 
Arrastrándose entre las masas de deshecho de plástico de todo el mundo, el monstruo llega a París para aparecer en frente de los jefes de Estado presentes en la Climate Conference COP 21.
El ciclo artístico Wasteland continua sobre la isla de Mozia (Trapani) con una instalación monumental que consiste en millones de tapones de plástico contenidos en grandes jaulas de metal. La estructura, vista desde lo alto, forma la palabra HELP.

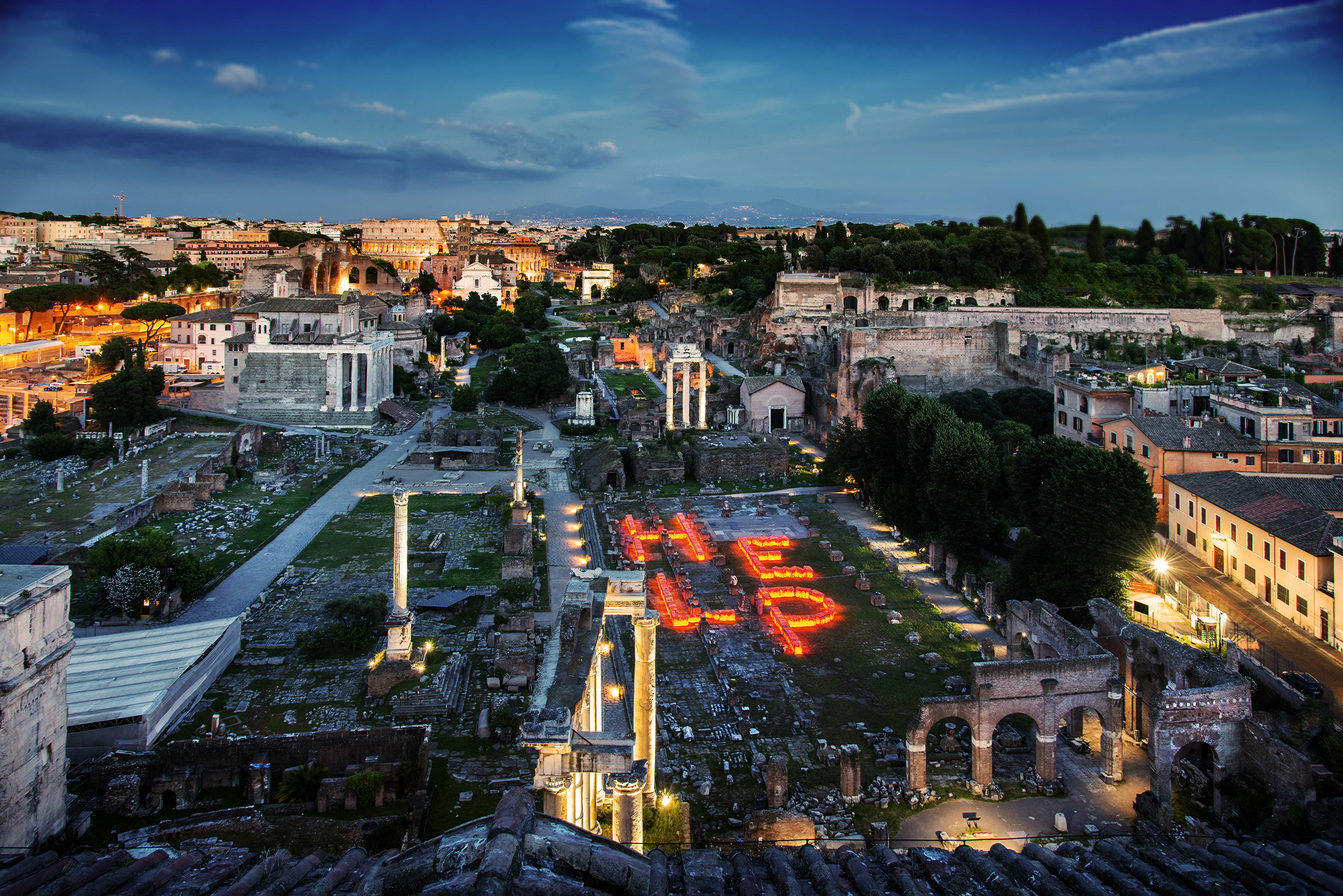
Instalación "HELP the ocean" en el Foro Romano, Roma

Otra maravillosa instalación HELP aparece en junio de 2018 en el Foro Romano, en Roma, como gira de ayuda hacia los millones de turistas que visitan ese lugar.
En 2016 el Estado del Garbage Patch fue añadido en el Atlas de las Micronaciones de Graziano Graziani (Quodlibet, 2016).

## Otros eventos expositivos
- Bienal de Venecia
- ARCO de Madrid[18]
- Nueva York, Naciones Unidas (septiembre de 2014)
- Ginebra, Naciones Unidas (junio de 2015)
- Milán, Fundación Bracco (junio de 2015)
- Venecia, Bluemed Conference (2015).

## Conferencias
El 4 de junio de 2015 la artista tuvo una conferencia en la sede da la ONU en Ginebra en ocasión del Día mundial del medioambiente.
Visitó para un workshop sobre su obra ambiental la Universidad de Palermo en 2016.
Tuvo otra conferencia con los estudiantes de Global Gobernante de la Universidad de Roma Tor Vergata.
En 2017, en el acuario de Genova, en ocasión de la exposición “An Ocean Free of Plastic” participó a una importante conferencia sobre el tema de la polución de los océanos
En 2018 fue proclamada testimonial de la Comisión por el Medio Ambiente e Innovación constituida por FIDU junto a la joven activista Greta Thunberg.
En octubre del mismo año participó en la conferencia en la Universidad de Georgetown “Ocean plastic pollution”.
Durante la edición 2018 del Diplomacy Festival, como embajador de su Estado, Maria Cristina Finucci tuvo una conferencia sobre su proyecto Wasteland.
En diciembre de 2018 participó en el summit “Cuando el arte ayuda el planeta” en IMT Lucca.

## Premios y reconocimientos
- Le fue concedido por su dedicación en su obra artístico-ambiental Wasteland la "Mela d'oro" de la XXVI edición del Marisa Bellisario Prize, "Donne ad Alta Quota". .[26]
- Obtuvo el premio “Civiltà dell'Acqua” 2013